# Deir Othman
Deir Othman (tiếng Ả Rập: دير عثمان) là một ngôi làng nằm ở Darkush Nahiyah thuộc huyện Jisr al-Shughur, tỉnh Idlib, Syria. Theo Cục Thống kê Trung ương Syria (CBS), Deir Othman có dân số 685 trong cuộc điều tra dân số năm 2004.